# Generalized Multi-Protocol Label Switching
Generalized Multi-protocol label switching (GMPLS) は、光通信ネットワーク上で多様な通信プロトコルを統合して経路制御する技術である。MPLSをIP以外にも適応可能なように拡張するものでIETFで標準化がすすめられている。また、日本国内においてはPILを中心として、米国においてはISOCOREを中心として相互接続性検証や標準化への貢献が進められてきている。

## GMPLSの仕組み
光波長、タイムスロット、装置のポート番号等をラベルとして定義し、ラベルスイッチの交換操作を行うための経路設定を共通的な設定プロトコルで行う。
歴史的には、光波長に対する検討 Multi-Protocol Lambda Switching から開始された。
光信号を光のまま波長を元に経路設定し、光スイッチによる交換操作をし、波長分割多重伝送を行う。
そのことにより、以下のことが可能になる。
- 交換処理を単純化して高速化する。
- 障害発生時に瞬時に代替経路への切り替えを行う。
- 多様な通信プロトコルを波長ごとに割り当てて多重化する。